# Nguyễn Thị Kim Thúy
Nguyễn Thị Kim Thúy (sinh ngày 11 tháng 9 năm 1967) là một nữ chính trị gia người Việt Nam. Bà hiện là đại biểu Quốc hội Việt Nam khóa 15 (2021-2026) thuộc đoàn đại biểu quốc hội thành phố Đà Nẵng, phó chủ nhiệm Ủy ban về các vấn đề xã hội của Quốc hội, Phó Chủ tịch Nhóm nghị sĩ hữu nghị Việt Nam - Belarus. Bà từng là đại biểu Quốc hội Việt Nam khóa 13,, khóa 12, TP Đà Nẵng

## Xuất thân
Bà sinh ngày 11 tháng 9 năm 1967, quê quán ở xã Bình Quý, huyện Thăng Bình, tỉnh Quảng Nam. Bà hiện cư trú ở Phòng 403, Nhà Công vụ Quốc hội, số 2 Hoàng Cầu, phường Ô Chợ Dừa, quận Đống Đa, thành phố Hà Nội.

## Giáo dục
- Giáo dục phổ thông: 12/12
- Đại học Pháp lý Hà Nội, cử nhân Luật
- Cao cấp lí luận chính trị

## Sự nghiệp
Ngày 27 tháng 2 năm 1998, bà gia nhập Đảng Cộng sản Việt Nam.
Từ năm 2007 đến năm 2011, bà là đại biểu Quốc hội Việt Nam khóa 12 thành phố Đà Nẵng (đại biểu chuyên trách địa phương), Ủy viên Ủy ban Về các vấn đề xã hội của Quốc hội, Đại biểu Quốc hội chuyên trách Đoàn đại biểu Quốc hội thành phố Đà Nẵng, Ủy viên Ban chấp hành Hội Liên hiệp phụ nữ thành phố Đà Nẵng, Ủy viên Ủy ban Mặt trận Tổ quốc Việt Nam thành phố Đà Nẵng.
Từ năm 2011 đến năm 2016, bà là đại biểu Quốc hội Việt Nam khóa 13 thành phố Đà Nẵng (đại biểu chuyên trách trung ương), Ủy viên thường trực Ủy ban Về các vấn đề xã hội của Quốc hội, Ủy viên Ban thường trực nhóm nữ Đại biểu Quốc hội Việt Nam.
Từ 22 tháng 5 năm 2016 đến nay, bà là đại biểu Quốc hội Việt Nam khóa 14 thành phố Đà Nẵng (Đơn vị bầu cử Số 2: Gồm các quận: Sơn Trà, Ngũ Hành Sơn, Liên Chiểu và các huyện: Hoàng Sa, Hòa Vang), Ủy viên Thường trực Ủy ban về các vấn đề xã hội của Quốc hội, Phó Chủ tịch Nhóm nghị sĩ hữu nghị Việt Nam - Belarus (đại biểu chuyên trách trung ương).